# Тетрабромид теллура
Тетрабромид теллура — неорганическое соединение теллура и брома с формулой TeBr4, оранжевые кристаллы, реагируют с водой.

## Получение
- Действие брома на теллур:

{\displaystyle {\mathsf {Te+2Br_{2}\ {\xrightarrow {}}\ TeBr_{4}}}}

## Физические свойства
Тетрабромид теллура образует оранжевые кристаллы.
Расплав является электролитом с ионами TeBr3+ и Br—.
Раствор в бензоле или толуоле содержит тетрамеры Te4Br16.

## Химические свойства
- При нагревании выше температуры кипения разлагается

{\displaystyle {\mathsf {TeBr_{4}\ {\xrightarrow {>421^{o}C}}\ TeBr_{2}+Br_{2}}}}